# ویو (یوتا)
ویو (به انگلیسی: Veyo) یک منطقهٔ مسکونی در ایالات متحده آمریکا است که در شهرستان واشینگتن، یوتا واقع شده‌است. ویو ۴۸۳ نفر جمعیت دارد و ۱٬۳۶۷٫۰۴ متر بالاتر از سطح دریا واقع شده‌است.